# 安曇村
安曇村（あづみむら）は、長野県の中部（中信地方）南安曇郡にあった村。
北アルプス南部の観光地である。2005年4月1日に安曇村を含む松本市周辺4町村が松本市に合併し、松本市安曇となった。なお、旧村域には市町村の合併の特例に関する法律（合併特例法）に基づく地域自治区が2015年3月31日を期限として設置された。
2004年（平成16年）には、村内の白骨温泉において共同野天風呂と旅館2軒が入浴剤による着色が発覚、それに伴い村長の筒木千俊が2004年7月31日に辞任した。以後全国で温泉偽装問題が次々と発覚し、その発端として話題を呼んだ。

## 地理
- 山：乗鞍岳、穂高岳、槍ヶ岳、焼岳、大天井岳、常念岳、蝶ヶ岳、大滝山、霞沢岳
- 高地：上高地、乗鞍高原
- 川：梓川、小大野川、前川、島々谷川
- 湖：梓湖、大正池、牛留池
- 長野県中信地方の西部にあり、西側を岐阜県高山市（旧丹生川村、上宝村）に接する。松本市街からは西方にあたる。
- 村西側の岐阜県境は北アルプス飛騨山脈の最南端にあたり、焼岳や乗鞍岳といった火山をはじめ、他にも穂高岳、槍ヶ岳といった高山が多い。このうち焼岳を除く3座は何れも標高3,000m以上の高山であるが、とりわけ乗鞍岳は標高2,702mの畳平までバス又はタクシーで行けるために「日本で一番手軽に登れる3,000m級の山」として知られる。その東麓には大昔に流出した溶岩により乗鞍高原が形成されている。
- 火山に近いことから村の各地に温泉が存在する一方、村全体が山間部に位置しているため比較的雪も多く、豪雪法上の豪雪地帯の指定も受けている。
- 信濃川や犀川の上流にあたる梓川が、上高地北方を源流に東へと流れている。梓川には東京電力の発電用のダムが3つあり、上流から奈川渡ダム、水殿ダム、稲核ダムという。
- 松本と高山を結びさらに福井へつながる国道158号が梓川に沿って東西に走っており、高山市との境界にある安房峠東側で中部縦貫自動車道の安房トンネルにつながっている。江戸時代には通称飛騨道（ひだみち）（明治期に入ってから野麦街道と呼ばれた）が通っており、稲核村の枝郷であった橋場には、1870年（明治3年）まで番所が置かれていた[1]。

### 隣接している自治体
（廃止時点）
- 長野県
  - 大町市
  - 南安曇郡：穂高町、堀金村、三郷村、梓川村、奈川村
  - 東筑摩郡：波田町
- 岐阜県
  - 高山市

## 行政
- 廃止時の村長：上松正文（2004年9月5日就任）
  - 前村長の筒木千俊が、経営する旅館の温泉偽装事件で引責辞任したことを受けて、出馬・当選。

## 歴史
- 17世紀後半 - 筑摩郡稲核（いねこき）村、大野川村が安曇郡に移る。
- 1874年（明治7年）9月5日 - 上野組入4ヶ村と呼ばれた筑摩県安曇郡大野川村・島々村・稲核村・大野田村が合併して安曇村となる。
- 1876年（明治9年）8月21日 - 長野県の所属となる。
- 1878年（明治11年）1月4日 - 郡区町村編制法の施行により、南安曇郡の所属となる。
- 1889年（明治22年）4月1日 - 町村制の施行により、安曇村が単独で自治体を形成。
- 2004年（平成16年）7月31日 - 白骨温泉の入浴剤着色問題で、村長の筒木千俊が辞任（温泉偽装問題）。
- 2005年（平成17年）4月1日 - 松本市に編入。同日安曇村廃止。

## 姉妹都市

### 国内
- 松崎町（静岡県賀茂郡）
  - 1981年10月24日提携

### 海外
- グリンデルヴァルト村（スイス　ベルン州）
  - 1972年4月20日提携

## 地域

### 地区町会
地区町会は次の9つがある（2014年現在、かっこ内は2014年4月1日の人口。松本市ホームページによる）。
- 大野田 （272人）
- 島々 （284人）
- 橋場 （40人）
- 稲核 （230人）
- 大野川 （471人）
- 鈴蘭 （210人）
- 白骨 （80人）
- 沢渡 （69人）
- 上高地 （20人）

### 教育
- 村立安曇小中学校
- 村立大野川小中学校
  - 村立大野川小中学校沢渡分校（1968年廃校、大野川小中学校に統合）
  - 村立稲核小中学校（1967年廃校、安曇小中学校と統合）

## 交通

### 道路
高速道路
- 中部縦貫自動車道
  - 安房峠道路 中ノ湯IC

一般国道
- 国道158号

都道府県道
- 長野県道24号上高地公園線
- 長野県道84号乗鞍岳線
- 長野県道278号大野田梓橋停車場線
- 長野県道300号白骨温泉線

道の駅
- 風穴の里

### 鉄道
村内を通る鉄道路線はなかった。
- 最寄りの駅は波田町にある松本電気鉄道上高地線・新島々駅であった。
- 過去には大野田地区に隣接する東筑摩郡波田町前渕地区に、松本電気鉄道（現在のアルピコ交通）上高地線・島々駅があった（1985年1月1日に廃止）。同町赤松地区に新島々駅 (1966年赤松駅より改称) がある。
- JRを利用する場合は篠ノ井線・松本駅が最寄りだった。

森林軌道
1960年代までに全て廃止されている。
- 梓川島々谷森林軌道（島々地区）
- 前川森林軌道（大野川地区）
- 前川池ノ沢森林軌道（大野川地区）

## 名所・旧跡
- 乗鞍高原
  - 三本滝（日本の滝百選）
  - 善五郎の滝
  - 番所大滝（以上の3つで「乗鞍三滝」と称する）
- 上高地
- 中の湯温泉
- 赤怒谷温泉
- 白骨温泉
- 沢渡温泉
- のりくら温泉郷
  - のりくら温泉（乗鞍高原温泉）
  - すずらん温泉
  - 安曇乗鞍温泉
  - わさび沢温泉
- 雑炊橋
- 安曇3ダム
  - 奈川渡ダム
  - 水殿ダム
  - 稲核ダム